# Arts décoratifs au musée d'Orsay
 (janvier 2022).
Allier l'art et l'industrie, adapter la création artistique à la mécanisation et à l'industrialisation croissante de la société de la seconde moitié du XIXe siècle a été un des grands défis relevés par les arts décoratifs de cette période, qui s'exprime dans les collections du musée d'Orsay.

## Arts décoratifs, la période 1848-1889
Les objets d'art vont être produits selon des procédures nouvelles dans un domaine d'activité d’abord appelé « beaux-arts appliqués à l'industrie », puis « arts industriels », enfin « arts décoratifs ».
Outre l'usage de la machine à vapeur et de l'électricité, quelques progrès des techniques déterminent cette évolution : la création du contreplaqué, l'invention du décor par transfert, les procédés d'imitation de matières précieuses comme l'écaille ou le cuir, le perfectionnement des machines-outils dans le domaine de la taille du bois, la fabrication du papier continu dans celui du papier peint et la galvanoplastie dans celui de l'orfèvrerie. Inventée par l'Anglais Elkington (en), reprise par Christofle dès 1842, la galvanoplastie bouleverse les usages en favorisant la production massive d'objets de luxe jusque là réservés à une élite aristocratique et désormais économiquement accessibles à une part croissante de bourgeois enrichis.
Conscient de la nécessité d'établir une relation étroite entre l'artisan et l'industriel pour permettre à Paris de lutter contre la concurrence étrangère, auteur d'un fameux rapport sur l'Exposition universelle de 1851 intitulé De l'union des arts et de l'industrie paru en 1856, Léon de Laborde (1807-1869) souligne les vertus démocratiques de la mécanisation :

« L'intervention des machines a été, dans cette propagande de l'art, une époque et l'équivalent d'une révolution ; les moyens reproducteurs sont l'auxiliaire démocratique par excellence. »

La mécanisation offre l'avantage de mettre le luxe à la portée d'un nombre plus grand d'amateurs, mais peut-on concilier la qualité d'une production de série mécanisée avec celle de l’exemplaire manufacturé unique de l'artisan ?
La réaction de la « Arts and Crafts Exhibition Society » fondée en 1887, est à cet égard significative: à la médiocrité dénoncée de la production industrielle de série, John Ruskin et William Morris veulent opposer le savoir-faire et l’excellence issues des guildes médiévales.
L'esthétique industrielle doit-elle se soumettre à l'esthétique artisanale ou peut-elle générer des formes nouvelles induites par les nouveaux modes de production ?
Cette question est au cœur des préoccupations de la manufacture des frères Thonet en Allemagne, qui mettent au point une méthode de mise en forme de contreplaqué par la vapeur dès les années 1830, (brevetée en 1856). Mais ce mobilier pratique et original est cantonné à l’espace public et pour franchir le seuil des maisons bourgeoises, Michael Thonet doit de conformer aux codes esthétiques en vigueur, introduire de l’ornementation dans ses meubles fonctionnels.
Sous l'impulsion des idées du comte de Laborde, la question de l'éducation au goût des citoyens, des artistes et des étudiants d'art est posée, le dessin devient discipline obligatoire en 1878. Un enseignement des arts appliqués à l’industrie se développe sous le Second Empire et mûrit sous la Troisième République: dès 1877, l’École nationale des arts décoratifs (devenue ENSAD en 1925) accueille ses étudiants ; puis, l'école Boulle, école supérieure des arts appliqués, ouvre ses portes en 1886 pour former les ouvriers qualifiés et des cadres dans les domaines de l'ameublement, des ornements et de la décoration intérieure.

### Historicisme et éclectisme
Sous le Second Empire, s'opposant à une critique affirmant que l'Opéra de Paris (1862-1875), n'a pas de style identifiable, son architecte, Charles Garnier, aurait prétendu qu'il était de style Second Empire. Aujourd'hui, les historiens de l'architecture le qualifie plutôt de fleuron de l'éclectisme, une création fondée sur la citation d'autres styles et l'emprunt à d'autres époques.
La démarche éclectique consiste à prendre dans chaque système ce qu’il y a de meilleur, pour inventer, par synthèse, une forme nouvelle. Faut-il fustiger là un défaut d’invention ? Ce serait oublier que la création, reposant sur un réseau de filiations et d’influences, s’est de tous temps nourrie d’emprunts, de copie, de références, et de citations. Il serait aussi injuste de ne pas louer le savoir panoramique d’artistes éclectiques à une époque où se multiplient les expositions de collections et les rétrospectives. Comme il serait injuste de ne pas reconnaître la liberté de ces créateurs jamais enfermés dans un procédé et toujours inventifs tant la combinatoire des styles est infinie. Les néo-styles (néo-gothique, néo-renaissant, néo-rococo…) revendiquant ostensiblement la genèse de leur production en désignant franchement les racines de l’histoire des styles qui alimentent leurs démarches, ont longtemps prêté le flanc aux critiques de ceux qui pratiquent le culte du nouveau rompant avec le passé et qui rejettent les néo-styles dénoncés comme pastiches du passé, incapables d’inventer un art nouveau. Par ailleurs, la volonté de restauration de la royauté perce au travers de la survivance des styles Louis XIV, XV et XVI, on préfère la tradition à la nouveauté, la perpétuation au renouvellement. On n’établit pas non plus de différence entre l’original et la copie, on privilégie l’authenticité du style à celui de l’objet. Ne faut-il voir dans les néo-styles qu’une démarche passéiste et nostalgique ?
Les galbes du style Louis XV comme la persistance d’un attrait pour le style rocaille, notamment à Nancy, pour ce rococo fait d’arabesques et de courbes annoncent les volutes de l’Art nouveau. Les lignes nerveuses des fauteuils Louis XV du menuisier lyonnais Pierre Nogaret (1718-1771) portent en germe la ligne « coup de fouet » chère à l’Art. Sans doute faut-il éviter de réduire le mouvement historiciste au pastiche, et le considérer enfin comme un creuset où s’élabore une renaissance stylistique au travers de formes réactualisées et de techniques renouvelées. Le cheminement de Gallé est à cet égard exemplaire.

### Orientalisme et Japonisme
Poursuivant son goût pour l’universel et l’érudition encyclopédique qu’atteste la multiplication des dictionnaires, des sociétés savantes et les musées, la démarche éclectique déborde logiquement les frontières. Car l’attrait de l'Occident  pour l'Orient est aiguisée par l'intérêt porté à l'Espagne mauresque, aux découvertes des chantiers de fouilles archéologiques, au développement du colonialisme et la création des Expositions universelles en 1851 qui, accueillant une cinquantaine d'États et une vingtaine de pays coloniaux, assouvissent la curiosité de millions de visiteurs.
La première exposition du genre a lieu à Londres au Crystal Palace, la deuxième à Paris en 1855. La rivalité politique, industrielle et économique de l'Angleterre et de la France, deux puissances qui se posent en modèles universels, va se manifester également dans le domaine des « arts appliqués à l'industrie ». L'Angleterre, berceau de la révolution industrielle, veut conforter sa position dominante, et Paris entend rester pour le moins la capitale des industries de luxe.
L'intérêt porté par les occidentaux aux esthétiques orientales, notamment au XVIIIe siècle, renaît en 1854, quand le Japon s'ouvre au monde après un isolement de deux siècles. Les estampes, mais aussi les objets, éventails et paravents, vendus jusque dans les grands magasins parisiens, deviennent populaires. C'est la vogue du japonisme. En 1862, le Japon participe à l'Exposition universelle de Londres. En 1863, l'impératrice Eugénie installe au musée chinois du château de Fontainebleau une collection constituée de pièces pillées dans le Palais d'été (1860) et de dons des ambassadeurs de Siam (1861). En 1869, un éphémère musée oriental voit le jour sous l'égide de l'Union centrale des Beaux-Arts appliqués à l'Industrie fondée en 1864, qui devient l'Union centrale des arts décoratifs en 1882.

### Manufactures
Loin de la structure des ateliers d’artisans, les manufactures d’industrie artistique, appelées aussi « maisons », réunissent des artistes et des artisans en effectifs impressionnants : ainsi en 1867, la firme parisienne d’ébénisterie Racault & Kriger compte jusqu’à 500 employés ! La maison Froment-Meurice se compose de près d'une centaine d'employés et d'autant de sous-traitants.

#### Froment-Meurice joailliers et orfèvres actifs de 1794 à 1907
Cette maison se distingue par l'excellence de son savoir-faire aux expositions universelles, notamment en 1851 avec la monumentale et précieuse Toilette de la duchesse de Parme (1847-1851). Pour Théophile Gautier, François-Désiré Froment-Meurice (1801-1855) est celui qui "inspirait et conduisait tout un monde de sculpteurs, de dessinateurs, d'ornemanistes, de graveurs, d'émailleurs et de joailliers…". Il réalisa pour Honoré de Balzac la célèbre canne aux singes. Émile Froment-Meurice (1837-1913), son fils, lui succède en 1855.

#### Barbedienne fondée en 1839
Ferdinand Barbedienne (1810-1892), éditeur de bronze d'art spécialisé dans la réplique d'illustres sculptures, doit sa fortune à l'exploitation du brevet Colas qui permet la réduction de volumes en bronze, leur édition mécanisée et donc leur diffusion à grande échelle.
Barbedienne et Christofle fournissent les exemples typiques d’une production luxueuse et inaccessible composée de pièces exceptionnelles servant l’image de la maison conjuguée à la commercialisation abondante d’une production de série alliant le beau à l’utile, qui permet de satisfaire la clientèle bourgeoise.

#### Christofle fondée en 1830
Charles Christofle (1805-1863) fonde une manufacture située à Saint-Denis, où saint Eloi avait fondé en 635 le premier atelier royal d’orfèvrerie. Celle-ci compte plus de cinquante employés neuf ans après sa création, mais devient vraiment prospère après 1842 et l’usage industriel de la dorure et de l’argenture électrolytique. Le fac-similé galvanique du Trésor de Hildesheim réalisé par cette maison est visible salle 9. Déjà orfèvre du roi sous Louis-Philippe, Christofle vend désormais son orfèvrerie à une clientèle bourgeoise avant d'être fournisseur de l’empereur Napoléon III qui lui commande des services de table.

#### Manufacture de Sèvres
La compagnie Charles Adam, fondée en 1738 au château de Vincennes, transférée à Sèvres entre 1753 et 1756, prend le nom de Manufacture Royale de Sèvres. Devenue propriété de l’État en 1793, le rayonnement de la manufacture, spécialisée dans les pièces d’apparat, s’étend sous la direction du chimiste et minéralogiste Brongniart pendant la première moitié du XIXe siècle.

#### Manufactures de Limoges
La localisation limousine de nombreuses manufactures s’explique par la découverte, en 1768, d’un important gisement de kaolin de grande qualité dans une localité proche de Limoges. Ce composant confère à la porcelaine blancheur, dureté et translucidité. Au début des années 1850 débute l’âge d’or, une trentaine de manufactures produisent une vaisselle réputée notamment pour ses blancs et sa technique du grand feu autorisant les subtilités chromatiques.

#### Cristallerie de Clichy (1842-1895)
Cette cristallerie de la région parisienne, fondée en 1844 par François Rouyer et Louis-Joseph Maës, excellents chimistes, rivalise durant la seconde moitié du XIXe siècle avec les cristalleries lorraines de Baccarat et de Saint-Louis, plus anciennes.

#### La faïencerie de Creil et Montereau
Fondée en 1797, la manufacture de Creil en région parisienne, citée par Gustave Flaubert dans L’éducation sentimentale, se développe surtout au XIXe siècle. Après la fusion avec la faïencerie de Montereau, la production est estampillée Creil et Montereau.

### Peintres, sculpteurs et dessinateurs au service des arts décoratifs
Quelle place accordait-on aux arts décoratifs au XIXe siècle relativement aux beaux-arts ?
Victor Hugo (1802-1885)  tranche dans un poème des Contemplations intitulé « A M. Froment Meurice » (1841). Quelle posture les artistes adoptaient-ils face à l’industrie à une époque où le fossé entre arts majeurs et arts mineurs n’était pas si grand qu'on l’affirme aujourd’hui ?
Quelques peintres et les sculpteurs reconnus refusent de se compromettre, d’autres prêtent un concours occasionnel tandis que certains, tels Sévin pour Barbedienne ou Émile-Auguste Reiber pour Christofle, deviennent les collaborateurs attitrés d’une manufacture. Qu’en est-il alors du statut de ces créations ?
Le Napoléon III de Paul-Charles Galbrunner ou le Guerrier tartare à cheval d'Antoine-Louis Barye (1855) relèvent-ils des arts décoratifs ou de la sculpture ?
Leur constitution, l’emploi de matériaux précieux semblables à ceux en usage dans les arts décoratifs, et leurs dimensions, celle des objets d'art, en font des objets décoratifs.
L’association des beaux-arts et de l'industrie se manifeste dans la collaboration du sculpteur Emmanuel Frémiet (1824-1910) et de l'ébéniste Charles Diehl (1811-1885) pour le Médailler (1867). Connu comme sculpteur animalier naturaliste, Jeune éléphant pris au piège (1878), Frémiet, élève de François Rude, s'inscrit dans une veine néo-classique lorsqu'il produit des œuvres patriotiques, telle la Jeanne d'Arc (1874) de la place des Pyramides à Paris. Cette statue équestre est un bronze doré, comme le Saint-Michel terrassant le dragon (1897) du Mont Saint-Michel ou comme l'était l'éléphant visible sur le parvis du musée. Pour le médailler, le bronze est cette fois argenté. Le sculpteur Albert-Ernest Carrier-Belleuse associé à Jules Dalou décore l'hôtel de la Païva, Console (1864-1865). Les sculpteurs Jean-Jacques Feuchère et Adolphe-Victor Geoffroy-Dechaume prennent part à la réalisation de la table de Toilette de la duchesse de Parme. Antoine-Louis Barye, fameux sculpteur animalier, réalise la garniture de cheminée Roger et Angélique et Guerrier tartare à cheval. Le peintre et graveur Félix Bracquemond, proche des impressionnistes et précocement marqué par l'art japonais, explore les domaines du mobilier, de la tapisserie, de la broderie, de l'orfèvrerie, du verre, de la reliure, mais il est surtout connu pour la décoration du service de table édité par Eugène Rousseau dès 1866. Le peintre Charles Midoux travaille sous la direction de Bracquemond dans les ateliers d'Auteuil de la manufacture de Haviland & Cie. Les dessinateurs, pas toujours issus de beaux-arts, formés par la Petite école notamment, sont des acteurs importants de la création industrielle.

### Domaines des arts décoratifs
Émail :
Pâte vitreuse - opaque ou transparente- appliquée à chaud sur un support de métal, céramique ou verre, l’émail se travaille selon trois procédés principaux. L'émail champlevé est obtenu par dépôt dans les parties évidées d'un métal, après cuisson l'ensemble est lissé. L'émail cloisonné est obtenu de la même façon mais, dans ce cas, l'émail remplit des espaces fermés par une bande de métallique posée de chant. L'émail peint est réalisé sur une plaque de métal préalablement émaillée en blanc.
Art du métal :
Le travail des métaux (fer, bronze, cuivre, laiton…) porte le nom d'orfèvrerie lorsqu’il est pratiqué sur un métal précieux (or, argent ou platine). Le métal est ouvragé selon quelques techniques décoratives : le repoussé (des bossages, des sillons ou des reliefs sont obtenus sur un métal malléable), la gravure ou la ciselure (on soustrait de la matière, par gravure pour les lignes, en champlevés pour les surfaces), le brunissage ou le polissage (réalisé pour obtenir des effets de mat/brillant), la dorure et l'argenture (d'abord obtenues par placage, puis par l'usage de mercure, enfin par galvanoplastie une opération qui désigne le dépôt par électrolyse d'un sel métallique précieux en suspension dans un bain sur une surface de métal ordinaire dans le but de reproduire des médailles, des monnaies, des clichés photographiques, ou d’obtenir l'argenture des couverts, la dorure de pièces décoratives et la protection des métaux contre la corrosion), l'incrustation (le damasquinage consiste à inclure un fil métallique dans un autre métal), l'émaillage (le nielle est un émail noir recouvrant de l'argent).
Verre :
Deux techniques vont être opposées au XIXe siècle, celle du verre coupé, production traditionnelle et luxueuse, et celle du verre pressé, qui autorise la production en série par l’usage de moules aux dessins complexes masquant leur manque de transparence due au brutal refroidissement d’une pâte chaude sur un moule froid.
Céramique : Ce domaine désigne la production d'objets par moulage ou modelage d'une pâte argileuse cuite ultérieurement. Trois pâtes doivent être distinguées : les pâtes tendres (terre cuite et poterie), les pâtes dures (faïences et grès) et les pâtes dures translucides (porcelaines). Les manufactures (Sèvres, Limoges et Paris) industrialisent leur production au XIXe siècle.
Ébénisterie :
Ce domaine désigne les techniques d’assemblage de pièces de bois dans le but de réaliser un meuble de valeur, à l'origine réalisé en ébène, un bois précieux. Le bois peut être massif, plaqué ou incrusté. La marquèterie consiste à générer des décors à partir de morceaux de bois juxtaposés. Au XIXe siècle, le faubourg Saint-Antoine, fief des ébénistes parisiens, avait une réputation européenne.

### Courants
Orientalisme
L’Occident convoque le Monde aux expositions universelles tout en étendant sa domination sur le globe et en s’appropriant les cultures du passé ou extra-occidentales. Les dénominations qui qualifient la production artistique contemporaine, mal connues aujourd’hui, mêlent confusément différents lieux, différentes cultures ou époques. Il convient de les définir pour retrouver des repères clairs.
Lorsque le terme d’orientalisme est évoqué, à quelle réalité géographique ou historique correspond-il ? De quel Orient parle-t-on ? Sans doute est-ce là l’occasion pour l’enseignant d’histoire et de géographie d’apporter des précisions. Pour de nombreux artistes du XIXe siècle, l'Orient désigne souvent les pays d’Afrique du Nord.
Les peintres orientalistes sont les tenants de l’art officiel, tels Gérôme ou Gleyre, et qu’en revanche, ce sont les artistes rejetés par le Salon qui développent le Japonisme ; observons que les peintres académiques utilisent l’imagerie d’un Orient réel ou fantasmé, tandis que les artistes japonisants modifient leurs pratiques.
Japonisme
Le Japonisme nous conduit directement à l’Empire du soleil levant. Sans doute n’est-il pas inutile de rappeler au préalable qu’il faut distinguer les termes de «chinoiseries» et «japonaiseries», parfois à connotation péjorative quand ils sont employés pour désigner des curiosités exotiques, du terme de «Japonisme».
Le Japon se ferme à l’Occident à l’époque Edo, de 1639 jusqu'au milieu du XIXe siècle. Seules la Corée, la Chine et la Hollande conservent des contacts avec cette nation. Ces deux siècles attisent la curiosité des occidentaux à l’égard d’un pays devenu relativement secret, les Hollandais ne laissant filtrer que de rares informations et objets, laques que les Anglais désignent au XVIIe siècle par Japan et céramiques par China. Lorsque débute l’ère Meiji (1868-1912), le gouvernement éclairé de Mutsuhito décide de faire entrer son pays dans la communauté internationale et dans la modernité. Pourquoi ? Probablement, la situation de la Chine voisine réduite en colonie pousse-t-elle l’Empereur à ne pas subir mais plutôt à composer avec l’impérialisme des pays occidentaux. Voire à l’imiter. Car à cette période correspond une expansion colonialiste du Japon doublée d’une diffusion mondiale de la culture nippone. La séduction japonaise opère alors non seulement dans le domaine des formes (styles, motifs) et des techniques ou, plus profondément, dans celui de l’esthétique.
Japonisme au musée d’Orsay
Théodore Deck (1823-1891), qui fut directeur de la manufacture de Sèvres d’abord inspiré par l’orientalisme, se tourne ensuite vers le japonisme. Il a pour élève Félix Bracquemond figure majeure du japonisme au sein des arts décoratifs avec Eugène Rousseau, représenté par le peintre Fantin-Latour dans Hommage à Delacroix (1864). L’artiste, debout à la droite de Manet, surplombe Baudelaire. Objet d’une critique malveillante d’Edmond de Goncourt, Bracquemond s’est en fait inspiré de la Manga d’Hokusai, d’estampes de ce dernier et de Hiroshige pour prolonger des recherches antérieures destinées à lier le décor au support. Ce point de vue d’artiste occidental confirmé dans sa recherche par la découverte de l’art japonais est exprimé par Pissarro. Car l’influence de l’art japonais se fait sentir aussi dans la peinture, comme en témoignent notamment Émile Zola et La dame aux éventails d’Edouard Manet, La Belle Angèle de Paul Gauguin, et le feuillet d’un paravent démembré L’enfant au pâté de sable de Pierre Bonnard, le nabi japonard. Claude Monet et Vincent van Gogh collectionnent les estampes qu’ils mettent parfois en scène dans leurs tableaux. Plusieurs peintres réalisent des éventails, Maurice Denis pour sa future femme, l’Éventail dit des Fiançailles, ou des peintures en forme d’éventail : Maximilien Luce Le Louvre et le Pont Neuf, la nuit.
Correspondances avec d'autres musées
Le musée des arts décoratifs, le musée Carnavalet et le musée des beaux-arts du Petit Palais.

### Une visite des collections du musée d'Orsay: liste de dix-neuf œuvres et localisation
Treize d'entre elles font l'objet d'une notice en fin d'article
Éclectisme
- Charles Diehl et Emmanuel Frémiet, Médailler (Exposition universelle de 1867) salle 52
- Maison Froment-Meurice, Toilette de la duchesse de Parme (1847-1851) Salle 9
- Antoine-Louis Barye, Garniture de cheminée comprenant Angélique et Roger montés sur l'hippogriffe et les candélabres des Trois Grâces (1855-1857) salle 52
- Cristallerie de Clichy, Grand vase d'ornement (vers 1867) salle 52

Néo-renaissance
- Albert-Ernest Carrier-Belleuse et attribué à Jules Dalou sous la direction de Pierre Manguin, Console du grand salon de l'hôtel de Païva (1864-1865), salle 53
- Fannière Frères, Aiguière et bassin (1878), salle 9

Néo-grec
- Pierre-Eugène-Émile Hébert, maison Servant, Table de style néo-grec (avant 1878) salle 53
- Louis Constant Sévin, Maison Barbedienne, Rhyton à tête de renard (vers 1862) salle 9

Néo-byzantin
- Louis Constant Sévin, Maison Ferdinand Barbedienne, Paire de grands vases d'ornement (1862) salle 52

Néo-Louis XV
- Émile Gallé, La Flore hivernale (1879), salle 53

Orientalisme
- Jules Vieillard & Cie, Vase-bouteille et plat (vers 1878) salle 54
- Edmond Lachenal, Plat, genre Iznik (1885) salle 54

Japonisme
- Émile-Auguste Reiber, Christofle & Cie, Cafetière (vers 1867) salle 53
- Maison de bijouterie et orfèvrerie E. Gaillard Fils, Sept pièces d'orfèvrerie (vers 1878-1889) salle 53
- Émile Reiber, Pendule japonaise et paire de candélabres (1869 -1873) salle 53
- Théodore Deck, Jardinière suspendue (vers 1878) salle 54
- Fernand Thesmar, Maison Barbedienne, Coupe d'ornement (vers 1880) salle 53
- Manufacture Havilland & Cie, Paire de vases " billette" (vers 1878) salle 53
- Félix Bracquemond et Eugène Rousseau, Manufacture de Creil et Montereau, Plat rond (créé en 1866) salle 53

### Parcours Arts décoratifs (1848-1889) au musée d'Orsay - Sélection d'œuvres
Maison Froment-Meurice, Toilette de la duchesse de Parme (1847-1851), salle 9
sous la direction de François-Désiré Froment-Meurice 1847-1851 avec la collaboration de l'architecte Duban, des sculpteurs Feuchère et Geoffroy-Dechaume, de l'ornemaniste Liénard, des émailleurs Sollier, Grisée, Meyer-Heine
Toilette de la duchesse de Parme
1847-1851
Paris, musée d'Orsay
Commandée en 1845, achevée en 1851 et présentée la même année à l'Exposition universelle de Londres, la Toilette de la duchesse de Parme est un ensemble complexe composé d'une table, d'un miroir, d'une paire de candélabres, de deux coffrets, d'une aiguière et son bassin.
Offert par les dames légitimistes de France à l'occasion du mariage de Charles III, futur Duc de Parme, et de Louise-Thérèse de Bourbon, petite fille du roi Charles X, ce présent politique doit à la fois évoquer l'alliance maritale et la permanence de la monarchie. La maison Froment-Meurice y répond de manière symbolique - le fidèle lierre se marie à la fleur de lys et à la rose de France - en associant magistralement l'architecte Félix Durban (conception d'ensemble), les sculpteurs Geoffroy-Dechaume et Feuchère, le dessinateur Liénard (gravures, l'aiguière et de son bassin), les frères Sollier et à Meyer Heine (travail des émaux). La dizaine de portraits d'illustres françaises représentées sur chaque coffret, notamment Blanche de Castille et Jeanne d'Arc, appellent sur Louise-Thérèse les talents que l'on prête à la future duchesse.
L'ensemble éclectique, associe des influences orientales ou renaissantes, et les coffrets s'inspirent des châsses mosanes du XIIe siècle et les candélabres de modèles du XVIIe siècle en bronze.
Maison Fernand Barbedienne, Constant Sévin, Rhyton à tête de renard (entre 1860 et 1870), salle 9
OAO 1425
Louis-Constant Sévin
Maison Fernand Barbedienne
Rhyton à tête de renard
entre 1860 et 1870
argent fondu, repoussé et ciselé
H. 0,19 ; L. 0,215 m.
Paris, musée d'Orsay
Un rhyton (du grec rhuton) est une forme antique, un vase à boire en forme de corne ou de tête d'animal (vache, bœuf, lion, sanglier…). Dans ce répertoire naturaliste, le végétal se manifeste par la feuille d'acanthe des chapiteaux corinthiens et la vigne évoquant Bacchus. Sévin, le sculpteur ornemaniste inspiré ici par le style néo-grec, connaît bien l'orfèvrerie hellénistique tardive, par ailleurs reproduite par Ferdinand Barbedienne, entrepreneur avec lequel il entretient des liens professionnels et amicaux durant plus de trente ans. Cet objet précieux n'est pas destiné à l'usage courant, mais dédié à Béla Wenckheim (1811-1879), Premier Ministre de Hongrie à sa mort, le rusé renard évoque sans doute son amour de la chasse, peut-être même un trait de son caractère.
Cet objet réalisé en argent fondu, repoussé et ciselé a probablement connu la main du ciseleur – ornemaniste Désiré Attarge (1820-1878) au service de Barbedienne depuis 1855 et très apprécié de Sévin.
Fannière Frères, Aiguière et bassin (1878), salle 9
OAO 1320 et 1321
Fannière Frères
Aiguière et bassin
1878
H. 0,419 m (aiguière)
D. 0,386 m (bassin)
argent repoussé et ciselé partiellement doré
Paris, musée d'Orsay
Les frères Auguste et Joseph Fannière, dessinateurs, modeleurs et ciseleurs, sont des orfèvres qui, à l’opposé de la manufacture Christofle tournée vers un art industriel, continuent de perpétuer une production artisanale à la finition irréprochable. Pour Aiguière et bassin, marqués par les modèles renaissants, Auguste et Joseph puisent aussi dans un répertoire formel large, islamisant, à la décoration végétale d’inspiration hellénistique ou rocaille. Cet objet d’art au naturalisme original, impeccablement ouvragé, fut l’un des chefs-d’œuvre remarqués de l’Exposition universelle de 1878.
Louis Constant Sévin, Maison Ferdinand Barbedienne, Paire de grands vases d'ornement (1862) salle 52
OAO 1296 1
Louis Constant Sévin, Maison Ferdinand Barbedienne,
Paire de grands vases d'ornement
1862
cuivre, bronze doré et émail champlevé,
H. : 0,787 ; L : 0,282 m
Paris, musée d'Orsay
L’art de l’émail, qui connaît un regain de faveur à l’apogée du Second Empire, s’inscrit dans le fil de l’ornementation polychrome développée par les arts industriels. La composition de Constant Sévin s’inspire de la décoration byzantine. La quasi-totalité de la surface des vases est recouverte par des émaux déposés selon la technique médiévale du champlevé, mais industrialisée : le réseau qui cloisonne les motifs colorés est obtenu lors de la fonte du bronze qui les supporte, ce qui le rend plus régulier et précis que s’il avait été formé manuellement. Le stand de la maison Barbedienne fait sensation à l’Exposition universelle de Londres.
Antoine-Louis Barye, Charles Cordier, le fondeur Boyer, l'émailleur Charles Dotin et le ciseleur Boulonnais, Angélique et Roger montés sur l'hippogriffe (1855-1857), salle 52
OAO 1374
Antoine-Louis Barye, Charles Cordier, le fondeur Boyer, l'émailleur Charles Dotin et le ciseleur Boulonnais
Angélique et Roger montés sur l'hippogriffe
1855, modèle 1844
bronze doré, argenté et émaillé, marbre-onyx
H. 0,59 ; L. 0,67 ; Prof. 0,37 m.
Paris, musée d'Orsay
Le poète italien Ludovico Ariosto, dit l'Arioste, donne au XVIe siècle, le nom d'Angélique à l'héroïne de son poème épique Orlando furioso. Roland aime Angélique, reine de Cathai (la Chine). Lorsque celle-ci est enlevée et menacée par un monstre, c'est le chevalier Roger qui vole à son secours, monté sur l'hippogriffe, moitié cheval, moitié oiseau de proie. Cet acte de bravoure chevaleresque déclenche la fureur jalouse de Roland. Le thème très en vogue du Livre X sera notamment mis en musique par Vivaldi au XVIIIe, puis repris en peinture par Ingres et Delacroix.
Le groupe sculpté associé à deux candélabres figurant les Trois Grâces, initialement commandé à Barye par le duc de Montpensier, fils cadet de Louis-Philippe, compose une garniture de cheminée. Cette orfèvrerie de bronze est le fruit d'une commande d'Emile Martin, directeur d'une fonderie et associé du sculpteur durant douze ans. On note la collaboration de Charles Cordier, sculpteur fameux pour ses œuvres polychromes.
Cristallerie de Clichy, Grand vase d'ornement, vers 1867, salle 52
OAO 1401
Cristallerie de Clichy
Grand vase d'ornement
cristal et bronze doré
H. 0,79 ; L. 0,415 m
Ouverture : 0,397 m
Paris, musée d'Orsay
Acquis par dation
La cristallerie de Clichy-la-Garenne, d’abord fameuse pour sa production de boules serre-papier, devient un des fleurons de l’industrie française de luxe : l’excellence de son cristal coloré concurrence les réputées fabriques anglaises, bohémiennes et autrichiennes. L’intensité et la pureté du coloris grenat du minéral le dispensent de tout décor. La corolle de la fleur de liseron inspire l’élancement et l’ouverture de ce vase. La monture de bronze doré, référé au style rocaille en vogue dans les années 1860-1880, peut-être produite par la maison Barbedienne, montre des enfants-tritons et des roseaux tout en figurant des ondulations aquatiques.
Charles Diehl et Emmanuel Frémiet, Médailler (Exposition universelle de 1867), salle 52
OA 10440
Charles Diehl, Emmanuel Frémiet
Médailler
1867
cèdre, marqueterie de noyer, ébène et ivoire sur bâti de chêne; bronze et cuivre argentés
H. 2,38 ; L. 1,51 ; Prof. 0,6 m.
Paris, musée d'Orsay
Présenté à l'Exposition universelle de 1867, ce meuble, massif et monumental, destiné à ranger des médailles, aurait pu être admis dans la section mérovingienne du Musée des Souverains créé en 1852 par Napoléon III. En effet, le bas-relief central commémore la victoire du général romain Aetius à la tête d'une coalition de Francs et de Burgondes sur Attila en 451 aux Champs Catalauniques, une bataille à laquelle aurait participé Mérovée. Les motifs surprenants et contrastés abondent : deux lézards fantastiques sortis d’un bestiaire médiéval côtoient des bœufs détaillés, la marqueterie précieuse de Diehl se heurte au répertoire guerrier - trophée d'armes franques et triomphe du vainqueur - mis en scène par le sculpteur Frémiet.
Félix Bracquemond, Service Rousseau (créé en 1866), salle 53
OAO 1397
Félix Bracquemond
fabricant : Creil et Montereau,
Manufacture d'Eugène Rousseau (Éditeur)
Plat rond
entre 1876 et 1884, modèle créé en 1866
faïence fine décor imprimé et peint sous couverte
H. 0,043 ; L. 0,694 ; Prof. 0,27 m.
faïence fine, décor imprimé et peint sous couverte
Paris, musée d'Orsay
Traversant les modes, un service de table, dit service Rousseau, fruit de la collaboration de deux hommes, Eugène Rousseau, marchand et éditeur, et Félix Bracquemond, peintre et graveur, remporte un succès qui se prolonge pendant sept décennies. Dans ce plat rond, les motifs végétaux et animaux, tirés de l'estampe japonaise de l'ukiyo-e, notamment des bois gravés d'Hiroshige (1797-1858) et de Hokusai (1760-1848), composent un répertoire de 24 planches gravées à l'eau forte. Ces formes font l'objet d'une combinatoire quasi infinie obéissant à une simple règle ternaire : un motif principal est, presque systématiquement, associé à deux secondaires de manière asymétrique. Le motif de la langouste a été créé par Hiroshige dans les années 1830. Les aubergines naines ont une place de choix dans la gastronomie nippone.
Albert-Ernest Carrier-Belleuse, Jules-Étienne Dalou sous la direction de Pierre Manguin, Console du grand salon de l'hôtel de Païva (1864-1865), salle 53
OAO 1323
Albert-Ernest Carrier-Belleuse, Jules-Étienne Dalou sous la direction de Pierre Manguin
Console du grand salon de l'hôtel de Païva
1864-1865
bronze doré et patiné, marbre rouge, onyx et albâtre
H. 1.10 ; L. 1.61 ; P. 0,58 m
Acquis par dation
Paris, musée d'Orsay
Cette console se trouvait dans le salon de réception de l'hôtel particulier d'une célèbre courtisane du Second Empire, la marquise de Païva, situé au 25 de l'avenue des Champs-Élysées. Construit par Pierre Mangin et aménagé entre 1856 et 1866, cet édifice abritait, avant sa dispersion, un mobilier réalisé avec le concours des plus grands artistes du moment et très représentatif de la décoration intérieure de l’époque.
Des atlantes de bronze d'inspiration néo-renaissante supportent la console de marbre, d'albâtre et d'onyx. Cette table d'applique est une des pièces d'un ensemble décoratif dans lequel elle s'inscrivait harmonieusement, répondant aux marbres rouges d'une cheminée et valorisant les cartouches d'un lambris contre lequel elle s'appuyait.
Emile Gallé (1846, 1904), La Flore hivernale (1889), salle 53
OAO 873
Emile Gallé
La Flore hivernale
vitrine : noyer, loupe d'amboine, incrustations de bois variés, cuivre ciselé et doré, vitre gravée au diamant :H. 2,555 ; L. 1,28 ; P. 0,63 m
Paris, musée d'Orsay
Cette précieuse vitrine, fantaisiste apothéose de l’hiver, est l’un des meubles de luxe présentés par Emile Gallé à l’Exposition universelle de 1889. L’ébéniste compose et menuise le noyer pour figurer les motifs lorrains, réservant l’amboine, bois d’Asie du Sud-Est, aux motifs exotiques de loupes exploitées en placage. Gallé, déjà connu comme céramiste, se réfère au style Louis XV. Ce faisant, il réduit le risque de rejet par ses clients d’une production récente issue de ses ateliers d’ébénisterie ouverts à Nancy depuis 1884. Par ailleurs, le choix de ce style préfigure l’attrait porté par les artistes de l’Art Nouveau au curviligne. La flore naturaliste est déclinée dans la partie basse en un bas-relief de branches de houx et de sapin qui dissimule un tiroir à jouet, tandis que, bravant les frimas, l’hellébore, rose de Noël, apparaît coiffant la vitrine ou intégrée à la marqueterie des divers panneaux.
« Conte d’hyver/ Un conte gai ? / Un conte triste ? », une citation libre extraite du Conte d’Hiver de Shakespeare préside à l’exposition de publications illustrées propres à la Nativité derrière les glaces gravées d’une vitrine artificiellement givrée.
Emile Reiber, Pendule japonaise et paire de candélabres (1869 -1873), salle 53
OAO 1360
Emile Reiber, Christofle & Cie
Pendule japonaise et paire de candélabres
bronze et cuivre patiné, doré et argenté, émail cloisonné
H. 0,642 ; L. 0,572 m.
Paris, musée d'Orsay
Cette garniture de cheminée constituée d'une pendule et de deux candélabres fit sensation à l'Exposition universelle de Vienne en 1873. D'inspiration orientale, évoquant tour à tour la Chine, le Japon et l'Inde, cette "japonaiserie" ou "chinoiserie" est en fait l'assemblage d'une transcription libre des panneaux de table chinois, de motifs décoratifs inspirés du répertoire japonais et de statuaire indienne. C'est aussi un témoignage de l'ambivalente fascination/rivalité qu'éprouvent les artistes décoratifs occidentaux envers leurs homologues orientaux. D’ailleurs l'architecte décorateur Emile Reiber figure au rang des japonisants de la première heure. L'excellence des fondeurs, émailleurs et orfèvres de la manufacture Christofle servis par l'invention du procédé de damasquinage galvanique autorise Reiber à développer de luxuriants décors polychromes.
Théodore Deck, Jardinière suspendue (vers 1878), salle 54
OAO 1382
Théodore Deck
Jardinière suspendue
vers 1878
faïence à décor polychrome
H. 1,075 ; L. 0,315 ; Prof. 0,14 m.
Paris, musée d'Orsay
Le montage de cette jardinière est d’origine. Sa forme dérive des bronzes chinois ou japonais de la collection Cernuschi observés au Palais de l’Industrie en 1873 par Emile Reiber, proche collaborateur d’Emile Deck qui a l’idée de les transposer en céramique. À ces influences asiatiques, Deck associe une découpe polylobée évoquant l’architecture islamique qui rappelle ses sympathies antérieures. Les motifs mêlent le décoratif stylisé au naturalisme japonisant des fleurs de chrysanthèmes, des branches fleuries et des papillons, à la manières des céramiques japonaises de Kutani. Les couleurs renvoient à la palette et à la technique des émaux cloisonnés.
Vieillard et Cie, Vase-bouteille (vers 1878), salle 54
OAO 1357
Vieillard et Cie
Vase-bouteille
vers 1878
faïence à émaux en relief
H. 0,57 ; Diam. 0,31 m.
Paris, musée d'Orsay
Ce vase-bouteille, qui a pour modèle une bouteille en verre émaillée du XIVe siècle d'origine syrienne ou égyptienne, remporte une médaille d'or à l'Exposition universelle de 1878. Conçu d'après une compilation de relevés graphiques d'Adalbert de Beaumont publiés dans Recueil de dessins pour l'art et l'industrie, cet objet a été réalisé selon la technique des émaux en relief cerné dont la manufacture bordelaise Vieillard s'était fait une spécialité. C’est un témoignage de la vogue orientaliste qui animait la production des céramistes et verriers français de l'époque.